# Ivana Manuel
Ivana Manuel (šp. Juana Manuel) (1339. – 27. ožujka 1381.) bila je španjolska plemkinja koja je postala kastiljska i leonska kraljica. Njeni roditelji bili su Don Juan Manuel i njegova treća žena, Blanka de la Cerda. Don Juan bio je neprijatelj kralja Alfonsa XI.

## Kastiljska kraljica
Dana 27. srpnja 1350., Ivanin je brat udao Ivanu za Henrika, sina kralja Alfonsa – Henrik je postao kralj Henrik II. Ivana je tako postala kraljica Kastilje. Par je dobio dvije kćeri i sina, Ivana I.

## Rodoslovlje
Ivana je bila potomak kralja Ferdinanda III. Svetog — potjecala je od kastiljskih kraljeva. Također, Ivana je bila potomak Blanke Francuske te tako daleka rođakinja francuskih kraljeva.